# Silene birgittae
Silene birgittae är en nejlikväxtart som beskrevs av Gilbert François Bocquet. Silene birgittae ingår i släktet glimmar, och familjen nejlikväxter. Inga underarter finns listade i Catalogue of Life.